# Who Says
Who Says är det amerikanska bandet Selena Gomez & the Scenes ledande singel från deras kommande tredje album When the Sun Goes Down som släpps den 28 juni 2011. Låten är skriven av Emanuel Kiriakou och Priscilla Hamilton och producerades av John Hardin. 
Singeln premiärspelades för första gången i On Air with Ryan Seacrest den 8 mars 2011 och släpptes som digital download den 14 mars.

## Bakgrund och inspiration
Bandet släppte sitt debutalbum Kiss & Tell 2009, som snabbt följdes upp av deras andra album A Year Without Rain 2010. Efter den andra releasen så sa Gomez att hon inte hade bråttom att släppa ett nytt album. Men efter att ha hört "Who Says" så beslutade hon sig för att påbörja en ny release, och kallade sången "fantastisk" och sade att den inspirerade henne. Gomez kallade senare sången "rolig och givande," och tillade, "Varje gång jag sjunger den här sången så tänker jag, 'Jag känner mig redan bättre!" När hon pratade om sångens meddelande så kommenterade Gomez, "med mobbing både fysiskt och på internet, med all negativitet som finns i skolan, så försöker man redan fundera ut vem man är; men det hjälper inte när människor konstant försöker uppröra dig."
Singeln följer i fotspåren av succé med de andra sångerna som är i samma stuk; "Firework" av Katy Perry, "Perfect" av Pink, "We R Who We R" av Ke$ha, och "Born This Way" av Lady Gaga. Gomez angav själv, "Jag är så lycklig över de nya sångerna om självförtroende, eftersom musik är ett universellt språk, och det är ett snabbt sätt att nå ut till alla. Faktumet att alla dessa artister gör det är väldigt bra. Det gör mig lycklig." Sången släpptes på Itunes i USA, Kanada och Sverige den 14 mars 2011. Den släpptes som en CD-singel i Tyskland den 15 mars 2011, med B-sidan "Ghost of You" från hennes andra studioalbum A Year Without Rain.
Some en del av iTunes Countdown to When The Sun Goes Down så släpptes en spanskspråkig version av sången, "Dices", måndagen den 13 juni. Sången producerades av Edgar Cortazar.

## Kritiskt mottagande
"18-åriga Selena Gomez har blivit Disneys mest konsekventa pophitmakare de senaste åren. 'Who Says' har blivit hennes fjärde singel som debuterat direkt på topp-40-listorna. Hon har inte nått dessa framgångar genom en massa knep eller genom att smickra till sig en publik. Hon har lyckats med kvalitet och enkla poplåtar", säger Bill Lamb från About.com.

## Musikvideo
Låtens musikvideo spelades in i slutet av februari månad och regisserades av Chris Applebaum. Musikvideon smygvisades på internet den 8 mars 2011 på KIIS FM:s hemsida. Första visningen på TV ägde rum den 11 mars på Disney Channel, och den officiella premiären på internet var på Youtube-kanalen VEVO samma dag.
I början av musikvideon poserar Gomez framför en kamera iklädd en långklänning. Efter ett tag lämnar hon platsen och går genom en stad innan hon hoppar in i en taxi. Mot slutet av videon byter hon om till ett vitt linne och jeansshorts och går ner till stranden, där hon tillsammans med sitt band spelar låten framför en massa fans som står omkring dem. Videon slutar med att Gomez och fansen springer ut mot havet och texten "The End" blir bortspolad av vattnet.

## Låten på topplistorna
"Who Says" debuterade som nummer 24 på US Hot 100, vilket gör singeln till deras högst debuterande låt tillsammans med "Round & Round" i USA. Det är även bandets högst placerade låt i både Kanada och Nya Zeeland. Den 9 maj 2011  certifierades låten som guld av Recording Industry Association of America.
Sången listplacerades som topp-50 i Tyskland och Irland. Den placerades även på de största topplistorna i Storbritannien, Australien och Österrike. Från och med juni 2011 har sången sålt 844 000 kopior i USA.

## Liveframträdanden

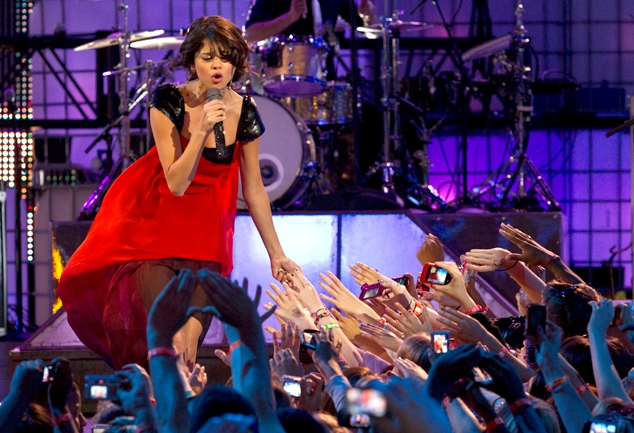
Gomez vid Much Music Video Awards 2011.

Bandet framförde "Who Says" live för första gången vid Concert For Hope 2011, där även Allstar Weekend, Jonas Brothers och Christina Grimmie uppträdde.
Sångerskan Selena Gomez gästade senare talkshower som The Late Show with David Letterman, The Seven och Ellen DeGeneres Show i mars för att marknadsföra singeln. 
Den 5 april 2011 framförde de låten live i Dancing With The Stars vid pausunderhållningen.
I juni 2011 framförde de "Who Says" live i MuchMusic Video Awards, där Gomez även var värd för galan.
Sången framförs även som extranummer vid varje konsert under bandets turné, We Own the Night Tour.

## Tracklista
Digital download
1. "Who Says" — 3:15

CD-singel
1. "Who Says" — 3:15
2. "Ghost Of You" — 3:23

iTunes singel
1. "Who Says" — 3:15
2. "Who Says" (Instrumental) — 3:15

Remix EP
1. "Who Says" (Dave Audé Club Mix) - 7:07
2. "Who Says" (Bimbo Jones Club Mix) - 5:46
3. "Who Says" (Tony Moran & Warren Rigg Club Remix) - 7:24
4. "Who Says" (Joe Bermudez & Chico Club Remix) - 6:51
5. "Who Says" (SmashMode Extended Remix) - 5:41

## Topplistor och certifieringar

### Topplistor
| Lista (2011)                      | Topplacering |
| --------------------------------- | ------------ |
| Australien (ARIA Charts)          | 51           |
| Belgien (Flandern)                | 8            |
| Irland (IRMA)                     | 36           |
| Kanada (Canadian Hot 100)         | 17           |
| Nya Zeeland (RIANZ)               | 15           |
| Slovakien (IFPI)                  | 90           |
| Storbritannien (UK Singles Chart) | 51           |
| Tyskland (Media Control Charts)   | 44           |
| USA (Billboard Hot 100)           | 21           |
| USA (Adult Contemporary)          | 28           |
| USA (Adult Pop Songs)             | 37           |
| USA (Hot Dance Club Songs)        | 1            |
| USA (Billboard Pop Songs)         | 17           |
| Österrike (Ö3 Austria Top 40)     | 62           |

### Certifieringar
| Land | Certifiering |
| ---- | ------------ |
| USA  | Guld         |

## Utgivningshistorik
| Region   | Datum        | Format           |
| -------- | ------------ | ---------------- |
| USA      | 14 mars 2011 | Digital download |
| Kanada   | 14 mars 2011 | Digital download |
| Sverige  | 14 mars 2011 | Digital download |
| Tyskland | 15 mars 2011 | CD-singel        |
| Europa   | 13 maj 2011  | Digital download |

## Spansk version
Dices är den spanska versionen av det amerikanska bandet Selena Gomez & the Scenes framgångsrika singel "Who Says". Originalversionen på engelska skrevs av Emanuel Kiriakou och Priscilla Hamilton och producerades av Kiriakou. Den spanska versionen är översatt och producerad av Edgar Cortazar och Mark Portmann.

### Bakgrund
Den 3 maj 2011 bekräftade Gomez att hon spelade in den spanska versionen av låten via sin officiella Facebook-profil. Den spanska versionen har titeln "Dices" och finns med som låt 12 på det tredje studioalbumet When the Sun Goes Down.
Sången släpptes på iTunes den 14 juni 2011 som en del av nedräkningen till albumet.

### Tracklista
Digital download
1. "Dices (Who Says - Spanish Version)" — 3:16